# 泉州公交K7路
泉州公交K7路是中华人民共和国泉州市境内的一条公共交通线路，全程26.2公里。起讫点为市中医院首末站至东宏路首末站，运营时间为市中医院首末站：7:00-18:30；东宏路首末站：7:00-19:00

## 历史
- 2016年5月31日，泉州市道路运输管理处批准泉州公交发展有限公司（公交集团前身）关于开通K7路的申请
- 2016年6月2日，泉州市交通委批准K7路开行方案，规划运营区间为市中医院-滨海公园。[1]
- 2016年6月28日，泉州公交开通K7路。初期运行区间为市中医院-海星小区，初期运行时间为市中医院7:00-18:30、海星小区7:00-19:00。票价为分段计价2元/人，使用车辆为12部福达FZ6890UF3G3型柴油空调公交车[2]
- 2016年12月，K7路接手并更换自17路退下的11部金旅XML6105JHEVE8C1型插电式柴油混合动力空调公交车
- 2017年6月10日，K7路票价由分段计价¥2.0降为一票制¥1.0[3][4]
- 2018年5月，K7路增加自29路退下的1部XML6105JHEVE8C1，配车数达到12部
- 2020年11月10日，因海星街西段恢复双向通行。自该日起K7路取消途径滨海街中段、府东路南段。双向恢复途径府西路、泉州行政中心，其他不变。[5][6]
- 2021年5月30日，受当日强降雨影响，K7路部分途径路段出现积水无法通行。受此影响K7路暂停运营1日，次日恢复。[7]
- 2021年6月25日，自该日起K7路双向增加停靠泉州汽车站西门、东海滨城、东海大街东段、泉州行政中心站。运营时间、票价不变。[8]
- 2021年10月13日，因泉州大桥加固施工封闭半幅车道，K7路自该日起双向取消途径泉州汽车站西门、泉州大桥、南迎宾大道、兴贤路。改为途径海关大楼、涂门街、新门街、笋江大桥至浮桥街原线行驶，其余不变。[9]
- 2022年1月11日，泉州大桥恢复双向通车，K7路自该日起双向取消途径温陵南路、涂门街、新门街、笋江大桥，恢复途径泉州大桥、南迎宾大道、兴贤路。[10]
- 2022年3月16日，因疫情防控要求暂停中心市区范围内所有公交线路运营。K7路自当日首班起暂停运营至4月15日。[11]
- 2022年4月16日，K7路恢复运营，临时取消停靠医大二院东海院区、东海滨城、丰泽区政府、东美小区、泉秀街口/公路一公司、浦西路口等站点，运营时间临时调整为市中医院7:00-18:30、海星小区首末站7:30-18:30。[12]
- 2022年4月18日，K7路恢复停靠医大二院东海院区、东海滨城、丰泽区政府、东美小区、泉秀街口/公路一公司、浦西路口等站，运营时间恢复为市中医院首末站7:00-18:30、海星小区首末站7:00-19:00[13]
- 2022年7月11日，受繁荣路浮桥街口道路改造影响，K7路自该日起临时取消途径浮桥街道办事处、侨乡旧货。改为途径笋江路、池峰路至市中医院首末站，并临时增停笋江路东段站。[14]
- 2022年10月26日，繁荣路浮桥街口道路改造完工，K7路自该日起恢复途径浮桥街道办事处、侨乡旧货。取消途径笋江路、池峰路。[15]
- 2022年12月30日，自该日起K7路双向增停东海大街中段站。[16]
- 2023年9月25日，K7路自该日起正式调整至东宏路首末站始发终到，取消停靠海星小区首末站、海星小区。并增停滨海公园大兴街、大兴街中段、东海大街南段、港湾街口等站，其它不变。同日，增停培新机械厂站。[17]
- 2023年12月7日，K7路接手并更换自17路退下的11部金旅XML6105JHEV85CN型空调LNG插电式混合动力城市客车，原配11部XML6105JHEVE8C1退役。
- 2024年1月11日，K7路再次更换自微5（原X1路）退下的12部友谊ZGT6608NV1C型空调LNG小巴。原配11部XML6105JHEV85CN退役。
- 2024年11月1日，K7路接手并更换自旅游3（原30路）退下的13部大金龙XMQ6802AGBEVL2型空调电动巴士，原配12部ZGT6608NV1C退役。
- 2025年2月，K7路更换1部金旅XML6855JEVW0C型空调电动巴士，原配1部XMQ6802AGBEVL2闲置。

## 站点
| 路线 | 路线 | 路线 | 所在地区、街道 | 所在地区、街道 | 站点名           | 备注                        |
| ---- | ---- | ---- | -------------- | -------------- | ---------------- | --------------------------- |
|      |      |      | 鲤城区         | 池峰路         | 市中医院首末站   | 起讫站                      |
|      |      |      | 鲤城区         | 浮桥街         | 培新机械厂       |                             |
|      |      |      | 鲤城区         | 浮桥街         | 侨乡旧货         |                             |
|      |      |      | 鲤城区         | 浮桥街         | 浮桥街道办事处   |                             |
|      |      |      | 鲤城区         | 兴贤路         | 浮桥             |                             |
|      |      |      | 鲤城区         | 兴贤路         | 王宫             |                             |
|      |      |      | 鲤城区         | 兴贤路         | 上埕路口         |                             |
|      |      |      | 鲤城区         | 温陵南路       | 温陵路南段       | 原名 中医院、泉州汽车站西门 |
|      |      |      | 丰泽区         | 泉秀街         | 泉秀街西段       | 原名 泉州汽车站北门         |
|      |      |      | 丰泽区         | 泉秀街         | 浦西路口         | 原名 海峡银行               |
|      |      |      | 丰泽区         | 刺桐南路       | 公路一公司（↓）  | 泉秀街口（↑）               |
|      |      |      | 丰泽区         | 津淮街         | 东美小区         |                             |
|      |      |      | 丰泽区         | 津淮街         | 丰泽区政府       |                             |
|      |      |      | 丰泽区         | 津淮街         | 市皮肤医院       | 原名 千亿山庄               |
|      |      |      | 丰泽区         | 东海大街       | 东海滨城         |                             |
|      |      |      | 丰泽区         | 东海大街       | 医大二院东海院区 | 原名 东海大街西段           |
|      |      |      | 丰泽区         | 东海大街       | 东海大街中段     |                             |
|      |      |      | 丰泽区         | 东海大街       | 东海大街东段     |                             |
|      |      |      | 丰泽区         | 东海大街       | 泉州师院         |                             |
|      |      |      | 丰泽区         | 府西路         | 府西路           |                             |
|      |      |      | 丰泽区         | 海星街         | 泉州行政中心     |                             |
|      |      |      | 丰泽区         | 海星街         | 晋光小学东海校区 | 原名 海星街东段             |
|      |      |      | 丰泽区         | 丰海路         | 滨海公园和敏中心 | 原名 滨海公园大兴街         |
|      |      |      | 丰泽区         | 大兴街         | 大兴街中段       |                             |
|      |      |      | 丰泽区         | 东海大街       | 东海大街南段     |                             |
|      |      |      | 丰泽区         | 港湾街         | 港湾街口         |                             |
|      |      |      | 丰泽区         | 东宏路         | 东宏路首末站     | 起讫站                      |

## 票价
K7路计价方式为一票制，全程票价¥1.0，其中：
- 泉通卡普通卡9折，月票卡乘坐需刷1次，敬老卡、爱心卡有效
- 可使用泉城通APP及支付宝、云闪付、微信乘车码支付

## 配车
K7路配车数总计13部，其中：
- 大金龙XMQ6802AGBEVL2  12部
- 金旅XML6855JEVW0C  1部

- 福达FZ6890UF3G3
（2016.6 - 2016.12）
- 金旅XML6105JHEVE8C1
（2016.12 - 2023.12）
- 金旅XML6105JHEV85CN
（2023.12 - 2024.1）
- 友谊ZGT6608NV1C
（2024.1 - 2024.10）
- 大金龙XMQ6802AGBEVL2
（2024.11 - ）
- 金旅XML6855JEVW0C
（2025.2 - ）

## 相关
- 泉州公交线路列表